# 宇喜多忠家

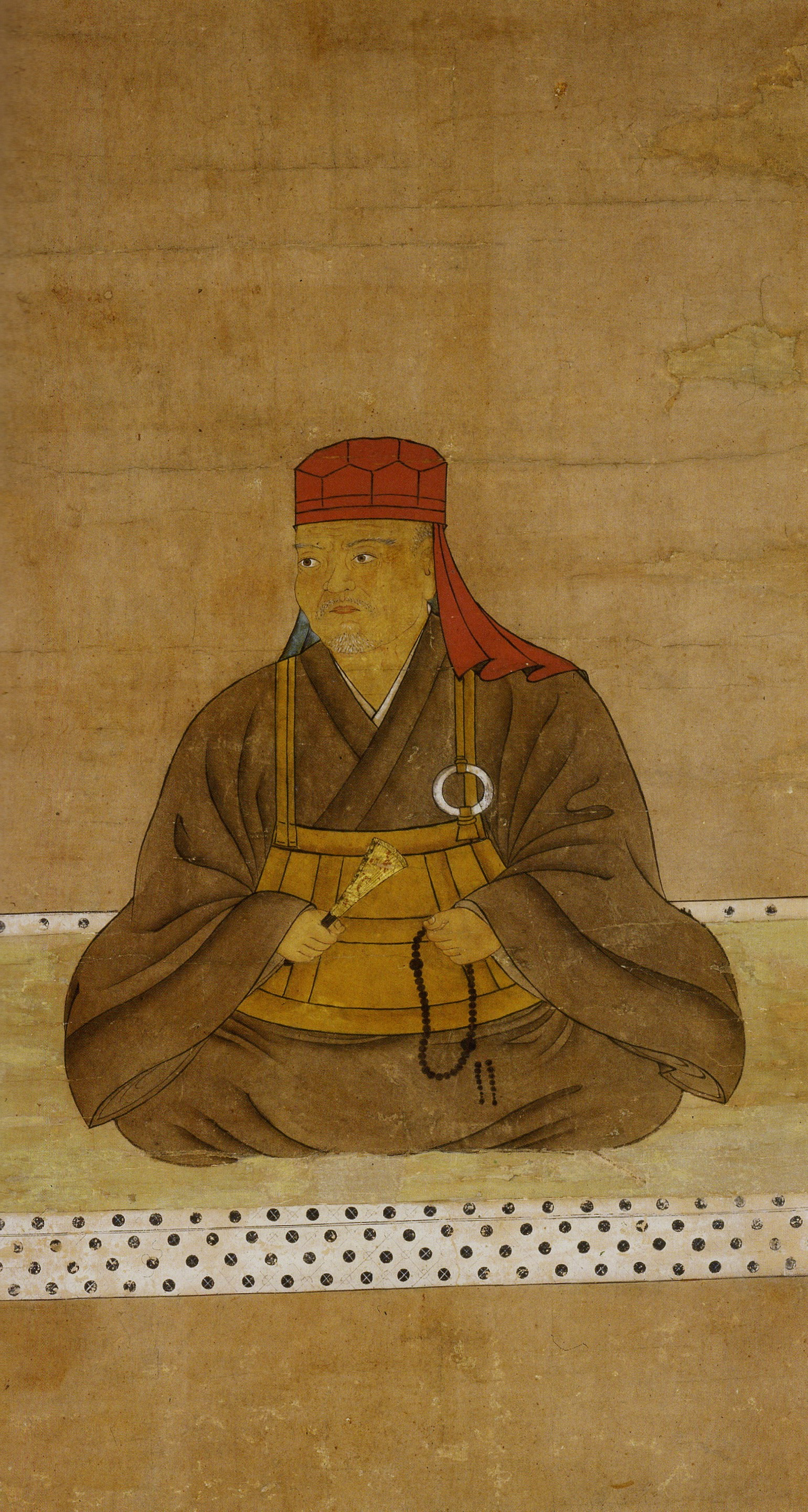
宇喜多忠家像（岡山縣立博物館藏）

宇喜多忠家（？—1609年），戰國時代與江戶時代初期的武將。宇喜多興家之子，宇喜多直家的異母弟（母親為阿部善定的女兒），乳母為戶川秀安之母。
忠家協助兄長直家開創宇喜多家業，尤其是天正6年（1578年），與毛利氏共同進攻籠城在播磨國上月城的尼子軍時，代替兄長擔任宇喜多軍的總大將（上月城之戰）。天正9年（1581年），直家病死，家督由直家嫡男秀家繼承，由於只有10歲，由忠家擔任後見役輔佐，並於合戰時擔任秀家的陣代大將。居城在備前富山城。
文祿元年（1592年）朝鮮之役時，擔任宇喜多軍的總帥，戰後，將分家的家督讓予嫡子詮家後隱居。慶長4年（1599年），由於主君秀家與家老戶川達安、詮家及古參的花房職秀對立，引起宇喜多騷動，因此剃髮隱居，慶長14年（1609年）死於大坂。